# محمد الطيب الجلولي
محمد الطيب الجلولي هو محمد الطيب بن حسين بن محمود الجلولي، ولد عام 1279 هـ-1862 م، وتوفي عام 1944، سياسي تونسي تقلد الوزارة الكبرى.

## تكوينه
ينحدر محمد الطيب الجلولي من آل الجلولي، وهم عائلة صفاقسية الأصل الجلولي عملت منذ عقود في خدمة الدولة الحسينيية، ثم انتقل جده القايد محمود بن بكار(1750-1839) إلى تونس العاصمة. وبقيت قيادة صفاقس حكرا تقريبا على هذه العائلة. و تقلدوا مناصب في الإدارة الجهوية، من ذلك أن والده تقلد قيادة أي ولاية صفاقس ثم الساحل، ومن بين من برز من آل الجلولي ابن عمه الوزير مَحمد الجلولي الذي تولى الوزارة الكبرى فيما بين 1907 و1908. حفظ محمد الطيب الجلولي القرآن الكريم وتلقى تعليما دينيا وأدبيا، ثم دخل المدرسة الصادقية عند افتتاحها عام 1875 في عهد الوزير خير الدين لينهي تعليمه بها عام 1881  ثم جعله والده إلى جانبه لمساعدته على تسيير مهامه بقيادة الساحل.

## مهامه
بدأ محمد الطيب الجلولي مسيرته السياسية والإدارية على رأس قيادة سوسة بعد تقسيم قيادة الساحل إلى خمس قيادات، أهمها سوسة. وقد بقي على رأسها لمدة اثنتين وعشرين سنة. وبصفته تلك شارك في عام 1900 إلى جانب عدد من القياد الآخرين في المعرض الدولي بباريس، وقد نشر في الغرض كتابا عبر فيه عن إعجابه بالحضارة الفرنسية وبتقدم العلوم بفرنسا. وفي عام 1908 عين وزيرا للقلم كما عين على رأس إدارة الأوقاف. ونتيجة إخلاصه للدولة الحامية أسند له عام 1912 وسام جوق الشرف الفرنسي. ثم إثر وفاة الوزير الأكبر يوسف جعيط عام 1915 آلت إليه الوزارة الكبرى التي استمر على رأسها إلى عام 1922. وفي هذه السنة حدثت أزمة سياسية إثر نشر حوار صحفي منسوب لمحمد الناصر باي تضمن انتقادا للحزب الحر الدستوري. وقد هدد الباي بالاستقالة، ناكرا ما جاء في الحوار، ووجهت التهمة إلى كل من الوزير الأكبر الطيب الجلولي ومدير المراسم خير الله بن مصطفى فطالب بإقالتهما، غير أن المقيم العام عارض في البداية الإقالة قبل أن بقبل بها فقدم محمد الطيب الجلولي استقالته التي قبلها الباي بتاريخ 16 ماي 1922، وعوضه على رأس الوزارة الكبرى مصطفى الدنقزلي، أما هو فقد عين وزيرا أكبر شرفيا  بما يعنيه ابتعاده عن الحياة السياسية. غير أن ابنه العزيز الجلولي قد دخل هو أيضا ميدان السياسة وأسندت إليه الوزارة.

## إشارات مرجعية
1. ↑  Abdelkader Maalej, Le Makhzen en Tunisie, Les Djellouli, Tunis, s.d., p. 114
2. ↑  المصدر نفسه، ص 117

| سبقه يوسف جعيط | وزير أكبر (تونس) أكتوبر 1915- 16 ماي 1922 | تبعه مصطفى الدنقزلي |